# Musa Evloev
Musa Gilanievič Evloev (in russo Муса Гиланиевич Евлоев?; Nesterovskaja, 31 marzo 1993) è un lottatore russo, specializzato nella lotta greco-romana.
È stato campione olimpico in rappresentanza di ROC ai Giochi di Tokyo 2020 nel torneo dei 97 kg.

## Palmarès

### Per ROC
- Giochi olimpici

Tokyo 2020: oro nei 97 kg.

### Per la Russia
- Mondiali

Parigi 2017: argento nei 98 kg.
Budapest 2018: oro nei 97 kg.
Nur-Sultan 2019: oro nei 97 kg.
- Europei

Bucarest 2019: oro nei 97 kg.
- Giochi mondiali militari

Wuhan 2019: oro nei 97 kg.